# 二异丙基锌
二异丙基锌 是一种有机锌化合物 ，化学式 
ZnC6H14。它可由锌粉和2-碘丙烷在200 °C反应制得；或者由2-溴丙烷和镁反应制得格氏试剂异丙基溴化镁，再在乙醚中和溴化锌反应得到。
它是Soai反应中的关键试剂，它既具有自催化性又具有对映体特异性。 